# Atrabilis
L'atrabilis, (del llatí atra "negre" i bilis, "bilis") o bilis negra, segons la fisiologia hipocràtica és un dels quatre humors fonamentals,descrit com un fluid fred i sec, generat per l'arquetip de la terra.
La cultura grega clàssica explicava totes les malalties i els canvis de temperament o "humor" a partir de la influència de quatre líquids corporals denominats humors: la sang, la flegma, la bilis negra i la bilis groga. Segons aquesta teoria dels quatre humors proposta per Hipòcrates, un excés de sang provocava comportaments hiperactius (maníacs, en la terminologia actual), mentre que l'excés de bilis negra provocava un comportament abatut, apàtic i un manifest sentiment de tristesa.
 El terme bilis negra o μελαγχολια (malenconia, terme format per: μελαγ melag, «negre»; i χολη, khole, «fel, bilis») va passar a convertir-se en sinònim de tristesa.